# ماکس واینریش
ماکس واینریش (انگلیسی: Max Weinreich) (زاده ۲۲ آوریل ۱۸۹۴ در کولدیگا، امپراتوری روسیه (لتونی کنونی) – مرگ، ۲۹ ژانویهٔ ۱۹۶۹ نیویورک، ایالات متحده آمریکا) زبان‌شناسی با تخصص در زبان‌شناسی اجتماعی و زبان ییدیش است. 
او پدر اوریل واین‌رایش، زبانشناس امریکایی، است.